# Coprothermobacter
Coprothermobacter è un genere di batterio appartenente alla famiglia Coprothermobacteraceae. 
È l'unico genere del phylum Coprothermobacterota.